# Ranunculus levenensis
Ranunculus levenensis är en ranunkelväxtart som beskrevs av George Claridge Druce och R.J. Gornall. Ranunculus levenensis ingår i släktet ranunkler, och familjen ranunkelväxter. Inga underarter finns listade i Catalogue of Life.